# Chalcomela ceccoi
Chalcomela ceccoi es un coleóptero de la familia Chrysomelidae.
Fue descrita científicamente en 2003 por Daccordi.